# Liste des maires d'arrondissement de Paris
Pour des articles plus généraux, voir Mairie de Paris, Arrondissements de Paris et Loi PLM.
Depuis la loi PLM de 1982, les vingt arrondissements qui divisent la ville de Paris ont chacun un maire d'arrondissement, en plus du maire de la commune de Paris.

## Évolution de l'orientation politique
Le graphique qui aurait dû être présenté ici ne peut pas être affiché car il utilise l'ancienne extension Graph, désactivée pour des questions de sécurité. Des indications pour créer un nouveau graphique avec la nouvelle extension Chart sont disponibles ici.

## Mandatures

### Mandature 1983-1989
- UDF-CNI
- RPR

Appartenance politique des maires d'arrondissement élus en 1983.

Liste des maires des arrondissements de Paris entre mars 1983 et mars 1989 :
|  | Arrondissement | Maire d'arrondissement  | Maire d'arrondissement | Parti | Notes                               |
|  | -------------- | ----------------------- | ---------------------- | ----- | ----------------------------------- |
|  | 1              | Michel Caldaguès        |                        | RPR   | Sénateur de Paris                   |
|  | 2              | Alain Dumait            |                        | UDF   |                                     |
|  | 3              | Jacques Dominati        |                        | UDF   | Député de Paris                     |
|  | 4              | Pierre-Charles Krieg    |                        | RPR   | Conseiller régional d'Île-de-France |
|  | 5              | Jean Tiberi             | Jean Tiberi            | RPR   | Député de Paris                     |
|  | 6              | Pierre Bas              | Pierre Bas             | RPR   |                                     |
|  | 7              | Édouard Frédéric-Dupont |                        | CNIP  |                                     |
|  | 8              | François Lebel          |                        | RPR   |                                     |
|  | 9              | Gabriel Kaspereit       |                        | RPR   | Député de Paris                     |
|  | 10             | Claude-Gérard Marcus    |                        | RPR   | Député de Paris                     |
|  | 11             | Alain Devaquet          |                        | RPR   |                                     |
|  | 12             | Paul Pernin             |                        | UDF   | Député de Paris                     |
|  | 13             | Jacques Toubon          | Jacques Toubon         | RPR   | Député de Paris                     |
|  | 14             | Lionel Assouad          |                        | RPR   |                                     |
|  | 15             | René Galy-Dejean        |                        | RPR   | Député de Paris                     |
|  | 16             | Georges Mesmin          |                        | UDF   | Député de Paris                     |
|  | 17             | Pierre Rémond           |                        | RPR   |                                     |
|  | 18             | Roger Chinaud           |                        | UDF   | Sénateur de Paris                   |
|  | 19             | Jacques Féron           |                        | CNIP  |                                     |
|  | 20             | Didier Bariani          |                        | UDF   |                                     |

### Mandature 1989-1995
- UDF-CNI
- RPR

Appartenance politique des maires d'arrondissement élus en 1989.

Liste des maires des arrondissements de Paris entre mars 1989 et juin 1995 :
|  | Arrondissement | Maire d'arrondissement                         | Maire d'arrondissement      | Parti | Notes                                         |
|  | -------------- | ---------------------------------------------- | --------------------------- | ----- | --------------------------------------------- |
|  | 1              | Michel Caldaguès                               |                             | RPR   | Sénateur de Paris                             |
|  | 2              | Benoîte Taffin                                 |                             | UDF   |                                               |
|  | 3              | Jacques Dominati                               |                             | UDF   | Député de Paris                               |
|  | 4              | Pierre-Charles Krieg                           |                             | RPR   | Président du Conseil régional d'Île-de-France |
|  | 5              | Jean Tiberi                                    | Jean Tiberi                 | RPR   | Député de Paris                               |
|  | 6              | François Collet puis Jean-Pierre Lecoq en 1994 | Jean-Pierre Lecoqt          | RPR   |                                               |
|  | 7              | Édouard Frédéric-Dupont                        |                             | CNI   | Député de Paris                               |
|  | 8              | François Lebel                                 |                             | RPR   |                                               |
|  | 9              | Gabriel Kaspereit                              |                             | RPR   | Député de Paris                               |
|  | 10             | Claude Challal                                 |                             | RPR   |                                               |
|  | 11             | Alain Devaquet                                 |                             | RPR   | Député de Paris                               |
|  | 12             | Paul Pernin                                    |                             | UDF   |                                               |
|  | 13             | Jacques Toubon                                 | Jacques Toubon              | RPR   | Député de Paris                               |
|  | 14             | Lionel Assouad                                 |                             | RPR   |                                               |
|  | 15             | René Galy-Dejean                               |                             | RPR   | Député de Paris                               |
|  | 16             | Pierre-Christian Taittinger                    | Pierre-Christian Taittinger | RPR   |                                               |
|  | 17             | Pierre Rémond                                  |                             | RPR   |                                               |
|  | 18             | Roger Chinaud                                  |                             | UDF   | Sénateur de Paris                             |
|  | 19             | Jacques Féron (CNI) puis Michel Bulté en 1994  |                             | RPR   | Député de Paris                               |
|  | 20             | Didier Bariani                                 |                             | UDF   |                                               |

### Mandature 1995-2001
- UDF
- RPR
- PS
- MDC

Appartenance politique des maires d'arrondissement élus en 1995.

Liste des maires des arrondissements de Paris entre juin 1995 et mars 2001 :
|  | Arrondissement | Maire d'arrondissement                              | Maire d'arrondissement      | Parti | Notes                       |
|  | -------------- | --------------------------------------------------- | --------------------------- | ----- | --------------------------- |
|  | 1              | Michel Caldaguès puis Jean-François Legaret en 2000 | Jean-François Legaret       | RPR   | Sénateur de Paris           |
|  | 2              | Benoîte Taffin                                      |                             | UDF   |                             |
|  | 3              | Pierre Aidenbaum                                    | Pierre Aidenbaum            | PS    |                             |
|  | 4              | Pierre-Charles Krieg puis Lucien Finel en 1998      |                             | RPR   |                             |
|  | 5              | Jean-Charles Bardon                                 |                             | RPR   |                             |
|  | 6              | Jean-Pierre Lecoq                                   | Jean-Pierre Lecoqt          | RPR   |                             |
|  | 7              | Martine Aurillac                                    |                             | RPR   | Députée de Paris            |
|  | 8              | François Lebel                                      |                             | RPR   |                             |
|  | 9              | Gabriel Kaspereit                                   |                             | RPR   | Député de Paris             |
|  | 10             | Tony Dreyfus                                        | Tony Dreyfus                | PS    | Député de Paris             |
|  | 11             | Georges Sarre                                       | Georges Sarre               | MDC   | Député de Paris             |
|  | 12             | Jean-François Pernin                                |                             | UDF   |                             |
|  | 13             | Jacques Toubon                                      | Jacques Toubon              | RPR   | Député de Paris             |
|  | 14             | Lionel Assouad                                      |                             | RPR   |                             |
|  | 15             | René Galy-Dejean                                    |                             | RPR   | Député de Paris             |
|  | 16             | Pierre-Christian Taittinger                         | Pierre-Christian Taittinger | RPR   |                             |
|  | 17             | Pierre Rémond                                       |                             | RPR   |                             |
|  | 18             | Daniel Vaillant                                     | Daniel Vaillant             | PS    | Député de Paris et ministre |
|  | 19             | Roger Madec                                         | Roger Madec                 | PS    |                             |
|  | 20             | Michel Charzat                                      |                             | PS    | Député de Paris             |

### Mandature 2001-2008
- UMP
- PS
- MRC
- Les Verts

Appartenance politique des maires d'arrondissement élus en 2001.

Liste des maires des arrondissements de Paris entre mars 2001 et mars 2008 :
|  | Arrondissement | Maire d'arrondissement                      | Maire d'arrondissement           | Parti     | Notes                                            |
|  | -------------- | ------------------------------------------- | -------------------------------- | --------- | ------------------------------------------------ |
|  | 1              | Jean-François Legaret                       | Jean-François Legaret            | UMP       |                                                  |
|  | 2              | Jacques Boutault                            | Jacques Boutault                 | Les Verts |                                                  |
|  | 3              | Pierre Aidenbaum                            | Pierre Aidenbaum                 | PS        |                                                  |
|  | 4              | Dominique Bertinotti                        | Dominique Bertinotti             | PS        |                                                  |
|  | 5              | Jean Tiberi                                 | Jean Tiberi                      | UMP       | Député et ancien maire de Paris                  |
|  | 6              | Jean-Pierre Lecoq                           | Jean-Pierre Lecoqt               | UMP       |                                                  |
|  | 7              | Martine Aurillac puis Michel Dumont en 2002 |                                  | UMP       |                                                  |
|  | 8              | François Lebel                              |                                  | UMP       |                                                  |
|  | 9              | Jacques Bravo                               | Jacques Bravo                    | PS        |                                                  |
|  | 10             | Tony Dreyfus                                | Tony Dreyfus                     | PS        | Député de Paris                                  |
|  | 11             | Georges Sarre                               | Georges Sarre                    | MRC       |                                                  |
|  | 12             | Michèle Blumenthal                          |                                  | PS        |                                                  |
|  | 13             | Serge Blisko puis Jérôme Coumet en 2007     | Serge Blisko · Jérôme Coumet     | PS        | Serge Blisko était simultanément député de Paris |
|  | 14             | Pierre Castagnou                            | Pierre Castagnou                 | PS        |                                                  |
|  | 15             | René Galy-Dejean                            |                                  | UMP       | Député de Paris                                  |
|  | 16             | Pierre-Christian Taittinger                 | Pierre-Christian Taittinger      | UMP       |                                                  |
|  | 17             | Françoise de Panafieu                       | Françoise de Panafieu            | UMP       | Députée de Paris                                 |
|  | 18             | Annick Lepetit puis Daniel Vaillant en 2003 | Annick Lepetit · Daniel Vaillant | PS        | Député de Paris et ministre                      |
|  | 19             | Roger Madec                                 | Roger Madec                      | PS        | Sénateur de Paris                                |
|  | 20             | Michel Charzat                              |                                  | PS        | Député de Paris                                  |

### Mandature 2008-2014
- UMP
- PS
- EELV

Appartenance politique des maires d'arrondissement élus en 2008.

Liste des maires des arrondissements de Paris entre mars 2008 et mars 2014 :
|  | Arrondissement | Maire d'arrondissement                              | Maire d'arrondissement | Parti    | Notes                                                  |
|  | -------------- | --------------------------------------------------- | ---------------------- | -------- | ------------------------------------------------------ |
|  | 1              | Jean-François Legaret                               | Jean-François Legaret  | UMP      |                                                        |
|  | 2              | Jacques Boutault                                    | Jacques Boutault       | EELV     |                                                        |
|  | 3              | Pierre Aidenbaum                                    | Pierre Aidenbaum       | PS       |                                                        |
|  | 4              | Dominique Bertinotti puis Christophe Girard en 2012 | Dominique Bertinotti   | PS       | Remplace Dominique Bertinotti nommée ministre          |
|  | 5              | Jean Tiberi                                         | Jean Tiberi            | UMP      | Député et ancien maire de Paris                        |
|  | 6              | Jean-Pierre Lecoq                                   | Jean-Pierre Lecoqt     | UMP      |                                                        |
|  | 7              | Rachida Dati                                        | Rachida Dati           | UMP      |                                                        |
|  | 8              | François Lebel                                      |                        | UMP/CNIP |                                                        |
|  | 9              | Jacques Bravo                                       | Jacques Bravo          | PS       |                                                        |
|  | 10             | Rémi Féraud                                         |                        | PS       |                                                        |
|  | 11             | Patrick Bloche                                      | Patrick Bloche         | PS       | Député de Paris                                        |
|  | 12             | Michèle Blumenthal                                  |                        | PS       |                                                        |
|  | 13             | Jérôme Coumet                                       | Jérôme Coumet          | PS       |                                                        |
|  | 14             | Pierre Castagnou puis Pascal Cherki en 2009         | Pierre Castagnou       | PS       | Remplace Pierre Castagnou, décédé le 24 février 2009   |
|  | 15             | Philippe Goujon                                     | Philippegoujon         | UMP      | Député de Paris                                        |
|  | 16             | Claude Goasguen                                     | Claude Goasguen        | UMP      | Député de Paris                                        |
|  | 17             | Brigitte Kuster                                     | Brigitte Kuster        | UMP      | Conseillère régionale d'Île-de-France                  |
|  | 18             | Daniel Vaillant                                     | Daniel Vaillant        | PS       | Député de Paris                                        |
|  | 19             | Roger Madec puis François Dagnaud en 2013           | Roger Madec            | PS       | Remplace Roger Madec, démissionnaire le 4 février 2013 |
|  | 20             | Frédérique Calandra                                 | Frédérique Calandra    | PS       |                                                        |

### Mandature 2014-2020
- UMP
- PS
- EELV

Appartenance politique des maires d'arrondissement élus en 2014.

Liste des maires des arrondissements de Paris du 13 avril 2014 au 11 juillet 2020.
|  | Arrondissement | Maire d'arrondissement  | Maire d'arrondissement | Parti         | Notes                                                                                  |
|  | -------------- | ----------------------- | ---------------------- | ------------- | -------------------------------------------------------------------------------------- |
|  | 1              | Jean-François Legaret   | Jean-François Legaret  | UMP puis LR   |                                                                                        |
|  | 2              | Jacques Boutault        | Jacques Boutault       | EELV          |                                                                                        |
|  | 3              | Pierre Aidenbaum        | Pierre Aidenbaum       | PS            |                                                                                        |
|  | 4              | Ariel Weil              | Ariel Weil             | PS            | Succède en novembre 2017 à Christophe Girard, devenu adjoint à la maire de Paris.      |
|  | 5              | Florence Berthout       | Florence Berthout      | UMP puis LR   |                                                                                        |
|  | 6              | Jean-Pierre Lecoq       | Jean-Pierre Lecoq      | UMP puis LR   |                                                                                        |
|  | 7              | Rachida Dati            | Rachida Dati           | UMP puis LR   | Députée européenne                                                                     |
|  | 8              | Jeanne d'Hauteserre     |                        | UMP puis LR   |                                                                                        |
|  | 9              | Delphine Bürkli         |                        | UMP puis LR   |                                                                                        |
|  | 10             | Alexandra Cordebard     |                        | PS            | Succède en juin 2017 à Rémi Féraud, élu sénateur de Paris.                             |
|  | 11             | François Vauglin        | François Vauglin       | PS            |                                                                                        |
|  | 12             | Catherine Baratti-Elbaz |                        | PS            |                                                                                        |
|  | 13             | Jérôme Coumet           | Jérôme Coumet          | PS            |                                                                                        |
|  | 14             | Carine Petit            | Carine Petit           | PS puis Gen.S |                                                                                        |
|  | 15             | Philippe Goujon         | Philippe Goujon        | UMP puis LR   |                                                                                        |
|  | 16             | Danièle Giazzi          | Danièle Giazzi         | UMP puis LR   | Succède en juin 2017 à Claude Goasguen, élu député de la 14e circonscription de Paris  |
|  | 17             | Geoffroy Boulard        | Geoffroy Boulard       | UMP puis LR   | Succède en juin 2017 à Brigitte Kuster, élue députée de la 4e circonscription de Paris |
|  | 18             | Éric Lejoindre          |                        | PS            |                                                                                        |
|  | 19             | François Dagnaud        | François Dagnaud       | PS            |                                                                                        |
|  | 20             | Frédérique Calandra     | Frédérique Calandra    | PS            |                                                                                        |

### Mandature 2020-2026
|  | Arrondissement ou secteur | Maire d'arrondissement ou de secteur                            | Maire d'arrondissement ou de secteur | Parti | Notes |
|  | ------------------------- | --------------------------------------------------------------- | ------------------------------------ | ----- | ----- |
|  | Centre                    | Ariel Weil                                                      | Ariel Weil                           | PS    |       |
|  | 5                         | Florence Berthout                                               | Florence Berthout                    | HOR   |       |
|  | 6                         | Jean-Pierre Lecoq                                               | Jean-Pierre Lecoq                    | LR    |       |
|  | 7                         | Rachida Dati                                                    | Rachida Dati                         | LR    |       |
|  | 8                         | Jeanne d'Hauteserre                                             |                                      | LR    |       |
|  | 9                         | Delphine Bürkli                                                 |                                      | HOR   |       |
|  | 10                        | Alexandra Cordebard                                             |                                      | PS    |       |
|  | 11                        | François Vauglin                                                | François Vauglin                     | PS    |       |
|  | 12                        | Emmanuelle Pierre-Marie                                         |                                      | EÉLV  |       |
|  | 13                        | Jérôme Coumet                                                   | Jérôme Coumet                        | DVG   |       |
|  | 14                        | Carine Petit                                                    | Carine Petit                         | G.s   |       |
|  | 15                        | Philippe Goujon                                                 | Philippe Goujon                      | LR    |       |
|  | 16                        | Francis Szpiner (2020-2023 ; photo) Jérémy Redler (depuis 2023) | Francis Szpiner                      | LR    |       |
|  | 17                        | Geoffroy Boulard                                                | Geoffroy Boulard                     | LR    |       |
|  | 18                        | Éric Lejoindre                                                  |                                      | PS    |       |
|  | 19                        | François Dagnaud                                                | François Dagnaud                     | PS    |       |
|  | 20                        | Éric Pliez                                                      |                                      | DVG   |       |